# 宝江村 (宮城県)
宝江村（たからえむら）は、昭和31年（1956年）まで宮城県登米郡北部にあった村。現在の登米市中田町宝江黒沼・中田町宝江新井田・中田町宝江森・迫町森にあたる。

## 沿革
- 明治8年（1875年）10月17日 - 水沢県による村落統合にともない、新井田村と黒沼村が合併して田沼村が成立。
- 明治22年（1889年）4月1日 - 町村制施行にともない、田沼村と森村が合併して宝江村が発足。
- 昭和31年（1956年）4月1日 - 石森町・浅水村・上沼村と合併し、中田町となる。

## 行政
- 歴代村長

| 代 | 氏名         | 就任                       | 退任                      | 備考 |
| -- | ------------ | -------------------------- | ------------------------- | ---- |
| 1  | 本吉恒明     | 明治22年（1889年）4月22日  | 明治22年（1889年）6月26日 |      |
| 2  | 五十嵐栄太夫 | 明治22年（1889年）7月4日   | 明治26年（1893年）7月4日  |      |
| 3  | 萩田愛蔵     | 明治26年（1893年）7月19日  | 明治26年（1893年）9月12日 |      |
| 4  | 只野松三郎   | 明治26年（1893年）9月21日  | 明治30年（1897年）9月20日 |      |
| 5  | 及川甚十郎   | 明治30年（1897年）9月22日  | 明治36年（1903年）2月22日 |      |
| 6  | 千葉源太郎   | 明治36年（1903年）2月28日  | 明治38年（1905年）5月19日 |      |
| 7  | 横山常松     | 明治38年（1905年）10月18日 | 明治39年（1906年）6月1日  |      |
| 8  | 伊藤覚三郎   | 明治39年（1906年）12月12日 | 明治41年（1908年）9月3日  |      |
| 9  | 千葉源太郎   | 明治41年（1908年）9月28日  | 大正元年（1912年）9月27日 | 再任 |
| 10 | 黒田末吉     | 大正2年（1913年）8月13日   | 大正9年（1920年）2月6日   |      |
| 11 | 佐藤甚右ェ門 | 大正10年（1921年）1月19日  | 大正10年（1921年）6月22日 |      |
| 12 | 北川文三郎   | 大正10年（1921年）11月10日 | 大正14年（1925年）11月3日 |      |
| 13 | 佐々木養三郎 | 大正14年（1925年）11月4日  | 昭和4年（1929年）11月3日  |      |
| 14 | 北川武夫     | 昭和5年（1930年）3月1日    | 昭和9年（1934年）3月12日  |      |
| 15 | 佐々木養三郎 | 昭和9年（1934年）3月20日   | 昭和21年（1946年）3月29日 | 再任 |
| 16 | 畑山新治     | 昭和21年（1946年）3月30日  | 昭和21年（1946年）7月25日 |      |
| 17 | 北川武夫     | 昭和21年（1946年）7月27日  | 昭和31年（1956年）3月31日 | 再任 |